# Antônio Aiacyda
Antônio Shigueyuki Aiacyda (Mairiporã, 4 de outubro de 1949 – Atibaia, 28 de dezembro de 2020) foi um comerciante e político brasileiro, filiado ao Partido Social Democrático (PSD), permanecendo na condição de prefeito de Mairiporã até a data de sua morte.

## Formação e vida
Antônio Aiacyda nasceu em 4 de outubro de 1949 no município de Mairiporã e, tendo como instrução o ensino de nível médio começou sua trajetória como comerciante de materiais de construção por um longo período, na cidade de São Paulo, posteriormente abriu um supermercado homônimo, na cidade de Mairiporã.
São seus irmãos Maria Shigueko Aiacyda Akimura, que está filiada ao PSDB desde 19 de junho de 2007, e Pedro Katunobo Aiacyda.
Foi assistente parlamentar de nível I na comissão de gabinete do então deputado estadual Fernando Cápez entre 28 de janeiro de 2015 e 21 de janeiro de 2016.

## Desempenho eleitoral
| Ano  | Cargo político    | N°    | Partido | Coligação                                   | Vice / Principal     | Votos  | Votos (%) |
| ---- | ----------------- | ----- | ------- | ------------------------------------------- | -------------------- | ------ | --------- |
| 2020 | Prefeito          | 55    | PSD     | REPUBLICANOS / PSB / PSD                    | Chinão Ruiz          | 15.439 | 36,41     |
| 2016 | Prefeito          | 45    | PSDB    | PSDB / PDT / PEN / PRTB / PROS / PMB / REDE | Eduardo D. Yokomizo  | 23.817 | 55,88     |
| 2008 | Prefeito          | 45    | PSDB    | PRB / PP / PTB / PSL / PR / PSDC / PSDB     | Ana Maria G. Tellian | 19.780 | 52,38     |
| 2004 | Prefeito          | 45    | PSDB    | PSL / PSDC / PTC / PSDB                     | Ana Maria G. Tellian | 16.640 | 48,47     |
| 2002 | Deputado Estadual | 14146 | PV      | N/A                                         | N/A                  | 14.146 | 0,07      |
| 2000 | Vice-prefeito     | 45    | PSDB    | PPB / PTB / PL / PSD / PSDB                 | Sarkis Tellian       | 6.452  | 22,92     |
| 1996 | Vereador          |       | PFL     |                                             | NA                   | 513    | 2,27      |
| 1992 | Vereador          |       | PFL     |                                             | NA                   | 539    | 1,95      |
| 1988 | Vereador          |       | PDS     |                                             | NA                   | 457    | 2,34      |

## Vereador de Mairiporã
Eleito três vezes para vereador de Mairiporã, Antônio Aiacyda teve algumas leis aprovadas, sendo 12 alterando denominação de ruas, viela e escola, e 1 alterando modelo de documento das leis municipais, conforme segue:
- PL 58/1989 - Lei 1475/1989
- PL 154/1991 - Lei 1540/1991
- PL 171/1991 - Lei 1552/1991

## Prefeito de Mairiporã

### Criação da Imprensa Oficial
Foi eleito a prefeito de Mairiporã pela primeira vez em eleições de 2004.
Em 6 de outubro de 2006, criou a Imprensa Oficial de Mairiporã por meio do Projeto de Lei n°199 e da Lei Municipal nº 2.616. Iniciou as suas atividades em 8 de novembro de 2006, sendo subordinadas diretamente à Assessoria de Comunicação e Imprensa, idealizada e  coordenada pelo jornalista José Luís Gonçalves de Moraes, cumprindo as seguintes funções:
- a publicação de atos e fatos administrativos dos poderes constituídos e legitimá-los;
- dar fé pública às matérias previstas por leis, decretos e instrumentos normativos;
- prestar serviços gráficos aos órgãos integrantes da administração pública;
- além de aduzir as competências do Arquivo Público em preservar e divulgar o patrimônio documental do município.

Capa/Primeira página da 1° ed. da Imprensa Oficial do Município de Mairiporã

A criação desse órgão visava centralizar a feitura das publicações oficiais e dos trabalhos gráficos destinados a repartições públicas municipais.
Atualmente, a Imprensa Oficial do Município é uma publicação semanal responsável pela publicação dos atos oficiais dos poderes Executivo, Legislativo e Judiciário, incluindo em seu conteúdo as indicações legislativas, a participação dos vereadores na câmara municipal,  a publicação de leis, a publicação de atos e campanhas dos órgãos da administração municipal, direta e indireta que possuam caráter educativo, informativo ou de orientação social. Dessa maneira cumprindo a função para a qual ela foi criada, características indicadas pela Lei que institui o órgão.
Além disso, em seu primeiro mandato se envolveu primeiramente na polêmica do superfaturamento da merenda onde incorreu em improbidade administrativa.

### Novas construções
Foi reeleito em 2008 para a prefeitura assumindo a prefeitura de Mairiporã em 2009 pelo PSDB com 19 780 votos.
Neste mandato construiu o atual terminal rodoviário do município de Mairiporã (Terminal Rodoviário "Siguemi Aiacyda") - que ficou por ser construído durante um longo período de tempo por vários problemas de construção, dentre os quais a ventania que levou o teto da rodoviária e a chuva que inundou a rodoviária quando a mesma ainda se encontrava em processo de construção - e o Centro Educacional "Monsenhor José Lélio Mendes Ferreira".
O Centro Educacional "Monsenhor José Lélio Mendes Ferreira" foi construído em um local onde o solo não comportaria o peso do edifício com o peso da caixa d'água, o que ocasiona problemas graduais desde o início de sua ocupação. Foi necessário o esvaziamento da caixa d'água para manter o prédio em pé.
O prefeito foi responsabilizado pelo Ministério Público, juntamente com a secretária da educação Leila Aparecida Ravazio, com o responsável pela obra da Geração Engenharia, Fábio Mazucato, e a própria Geração Engenharia, pelos problemas encontrados no prédio do Centro Educacional.
Em 16 de janeiro de 2012, último ano de seu mandato, teve sua casa invadida por grupo de bandidos às 4h30min (GMT+3) da manhã, que levaram dinheiro, joias entre outros itens.

### Planos do novo mandato
Candidato em 2016 pela coligação "Para Mairiporã voltar a crescer" (PSDB / PDT / PEN / PRTB / PROS / PMB / REDE) se elegeu com 23 817 votos, e assumiu colocando seus familiares em cargos de confiança, sendo sua esposa, Elizabete Maria dos Santos Aiacyda, como secretária de Desenvolvimento Social e seu filho Gleidson Shiguemi Aiacyda, para a pasta de Obras. A indicação conforme justificativa do prefeito, foi em razão da experiência que ambos tem nas áreas para as quais foram indicadas.
Muitas foram as propostas de governo, dentre as quais: a construção de uma UPA, a implantação da Guarda Municipal e do Resgate Municipal, a criação do Terminal Rodoviário de Terra Preta, a ampliação de alguns programas existentes e criação de outros programas como:
- Criação das Secretaria de Segurança Pública, Trânsito e Mobilidade;
- Criação da Secretaria de Habitação, Regularização Fundiária e Planejamento Urbano;
- Programa Municipal de Regularização Fundiária Sustentável;
- Programa Mãe Mairiporanense;
- Projeto Melhor Visão;
- Programa Melhor em Casa;
- Projeto Arborizar.[17]

Promoveu a primeira regularização fundiária na história de Mairiporã,[carece de fontes?] moradores de várias partes do município passaram a possuir escrituras dos seus imóveis.

### Saúde e segurança pública
Em 29 de julho de 2017, foi realizada no município, a campanha Sorria para Vida com a parceria da Associação Brasileira de Cirurgiões-Dentistas (ABCD), Conselho Regional de Odontologia de São Paulo (CRO-SP). Associação Paulista dos Cirurgiões Dentistas (APCD) e Associação Brasileira da Indústria de Artigos e Equipamentos Médicos, Odontológicos, Hospitalares e de Laboratórios (ABIMO) e contando com a presença do vereador Fernando Rachas Ribeiro, do presidente do CRO-SP Claudio Miyake, do presidente da ABCD, Silvio Cecchetto,  das conselheiras do CRO-SP, Cintia Rachas e Sofia Uemura, do secretário municipal de saúde de Mairiporã, Omacir Bresaneli e o coordenador municipal de saúde bucal, Kleber Khairalla, das cirurgiãs-dentistas, Maria Auxiliadora Massaro e Norma Della Mura, e do protético João Carlos Garcia.
Em janeiro de 2018, formou-se a Guarda Civil de Mairiporã.
No mesmo mês, a saúde pública é afetada pela febre amarela, impactando negativamente no comércio e na natureza, visto que muitos moradores acreditavam que os macacos seriam os responsáveis por transmitir a doença, quando na verdade eles também são vitimas do mosquito transmissor. Nessa época, houve uma crítica feita pelas mídias à secretária Grazielle Bertolini pois, segundo ordens, os postos da cidade passaram exigir a apresentação do cartão de saúde municipal para aplicar a vacina contra febre amarela, podendo ser usado o carnê do IPTU em falta do cartão. Isso porque pessoas de outros municípios chegavam para se vacinar.
Em maio de 2018 houve em Mairiporã manifestações que atrapalharam o fluxo dos carros no centro da cidade em razão a política que governava o país. Nessa época foi promovida uma carreata, em apoio aos caminhoneiros, que ocupou a faixa da direita no quilômetro 61 da Rodovia Fernão Dias. Caminhoneiros e motociclistas saíram de Mairiporã e seguiram até Terra Preta. No mesmo mês, ocorreu a inauguração da nova sede da polícia militar de Mairiporã e a reinauguração do Centro Educacional.
Em 16 de junho de 2018 reinaugurou o Estádio Municipal "Laudemiro Oliveira Nascimento".
Em 3 de julho de 2018, aproveitando o espaço do Centro Educacional "Monsenhor José Lélio Mendes Ferreira", o prefeito e seu então secretário da educação Essio Minozzi Junior, assinou com o Governo do Estado um termo que implanta um polo da Universidade Virtual do Estado de São Paulo, com cursos de licenciatura em letras, licenciatura em matemática, licenciatura em pedagogia, ciência de dados, engenharia da computação e tecnologia da informação, administração, engenharia de produção e tecnologia em processos gerenciais todos com professores de universidades públicas renomadas, como USP, UNICAMP e UNESP.
Em 5 de setembro de 2018, como prefeito, Antônio Aiacyda inaugurou no Parque Linear a Base Comunitária de Segurança, que contou com a doação de armas pela Secretaria de Segurança do município de Campinas, implantando assim a Guarda Civil de Mairiporã.
Em 14 de setembro de 2018, o governador do Estado de São Paulo, Márcio França informou a intenção de transformar o Hospital "Anjo Gabriel" - que havia sido inaugurado pelo ex-prefeito Márcio Pampuri - em um Ambulatório Médico de Especialidades (AME), que na verdade não veio a funcionar, pois Márcio França não se elegeu a governador. Mais tarde, em 2 de maio de 2020, o Hospital "Anjo Gabriel" é inaugurado como hospital de campanha contra a COVID-19 pela Secretaria de Saúde.
Em 30 de março de 2019, foi inaugurado no Jardim Colinas I, o Parque Esportivo de Terra Preta que conta com quadra poliesportiva, quadra de streetball, playground, academia ao ar livre, cancha de bocha, galpão, sanitários e uma pista de atletismo.
Em dezembro de 2019, Elizabete Maria dos Santos Aiacyda deixou de ocupar o cargo de secretaria de desenvolvimento social após denúncia do uso indevido de carro e motorista oficial da prefeitura feita pelo vereador Wilson Rogério Rondina (Sorriso), sendo seguida pela saída do secretário de obras e serviços Gleidson Shiguemi Aiacyda.

### Crise dos lixeiros
Entre o meio de janeiro até o meio de fevereiro de 2019, o município se depara com a 'crise dos lixeiros'. O prefeito deixou de renovar o contrato e, por conta disso, os moradores ficaram sem ter a coleta de lixo por alguns dias. No dia 14 de fevereiro, o prefeito foi questionado por jornalistas do SPTV da TV Globo São Paulo, dentre as quais Mariana Aldano e César Tralli, que demonstraram que essa reclamação foi pior pois houve aumento da taxa de lixo, que vem junto a cobrança do imposto predial e territorial urbano para o ano de 2019. Segundo representantes da prefeitura, houve problema com a empresa fornecedora do serviço de coleta e que teria feito uma nova licitação mas que, a empresa que venceu a nova licitação iniciaria seu trabalho a partir de 5 de março do ano corrente, enquanto isso, uma coleta emergencial foi feita.
Além da TV Globo, a apresentadora Catia Fonseca em seu programa Melhor da Tarde, da Rede Bandeirantes comentaram sobre a falta de coleta de lixo no município, a prefeitura em resposta ao programa comentou que "o contrato com a empresa que faz a coleta de lixo acabou sendo rompido porque haviam ali alguns problemas operacionais". A Catia Fonseca comentou ainda "porque que eles não se programam, 'né', aquela história: você tem uma empresa, antes de você demitir um funcionário você já deixa outro já 'na agulha' como se diz, para poder substituir" e questionou: "por que já não foram atrás de uma outra empresa de coleta de lixo?". Segundo ainda o comentarista da notícia, antes dessa crise dos lixeiros, haviam pelo menos 6 caminhões que faziam a coleta dos cem mil habitantes. A prefeitura se manifestou dizendo que: "está realizando uma força-tarefa e que a situação deve melhorar em breve mas sem data". A Catia fechou o assunto dizendo: "Ah, breve é relativo, 'né' (sic): de um dia pro outro, de uma semana para outra" comentou.

### Impactos da Pandemia de COVID-19
Em razão da pandemia do coronavírus (SARS-CoV-2) e da doença infecciosa causada por ele, a COVID-19, a secretária municipal de saúde Grazielle Cristina dos Santos Bertolini, deliberou administrativamente autorizando, gradualmente, algumas atividades comerciais desde que observadas cautelas especificadas. Foram divididas em fases a autorização de funcionamento de atividades comerciais, conforme segue:
- Fase 1: A fase 1 começou em 21 de março de 2020, quando a secretaria de saúde emitiu um decreto que: suspendeu as aulas a partir do dia 23 de março[36] e atendimentos presenciais nas secretarias foram suspensos[37], determinou fechamento de parques, proibiu aglomeração de pessoas, proibiu realização de cultos e missas, suspendeu os atendimentos presenciais nas repartições públicas, suspendeu as feiras livres, suspendeu o funcionamento de lanchonetes, pizzarias, bares, restaurantes, hotéis, pousadas, casas noturnas e qualquer atividade no comércio ambulante e também suspendeu o funcionamento de todos os estabelecimentos comerciais e prestadores de serviço.[38] A primeira ocorrência de COVID-19 foi levantada em 26 de março.[39]
- Fase 2: A fase 2 começou em 30 de março de 2020 e liberou o funcionamento de: comércio de lojas de materiais de construção; comércio do ramo de borracharias, oficina mecânica, auto elétricos e todos os estabelecimento de manutenção automotiva; comércio de venda de descartáveis; comércio de venda de Equipamentos de Proteção Individual (EPI); hotéis e pousadas que hospede profissionais em serviços essenciais;[40] Havia dois casos confirmados de COVID-19 no município.[39]
- Fase 3: A fase 3 começou em 31 de março de 2020 e liberou apenas supermercados, hipermercados e congêneres;[41][42]
- Fase 4: A fase 4 começou em 1 de abril de 2020, liberando correspondentes bancários; estacionamentos; banho e tosa de animais domésticos, por meio de delivery; óticas; reciclagem e coleta de materiais recicláveis.[43] A primeira morte constatada por COVID-19 no município foi em 4 de abril, nove dias após a constatação da primeira ocorrência da doença.[39]
- Fase 5: A fase 5 começou em 8 de abril de 2020, quando passou a funcionar advocacias; escritórios de contabilidade; hipermercados, mercados, mercearias, hortifrutigranjeiros, quitandas, peixarias, avícolas, açougues, varejões, padarias, lojas de alimentos para venda de água mineral, farmácias, estabelecimentos privados de saúde humana e animal, comércio de lojas de materiais de construção, banho e tosa, correios, casas lotéricas, agências bancárias, correspondentes bancários, transportes públicos, serviços funerários, oficinas mecânicas, auto elétrico, estacionamentos, óticas, reciclagem e coleta de materiais; lava-rápido de veículos automotores;[44] Nessa fase já haviam 7 infectados e duas mortes confirmadas.[39]
- Fase 6: A fase 6 começou em 13 de abril de 2020, quando foram liberados os funcionamentos das lanchonetes e restaurantes, proibindo o consumo no local, sem prejuízo dos serviços de entrega delivery; bancas de jornais; manutenção de produtos de informática e telefonia, por meio de delivery. serviços de segurança privada.[45]
- Fase 7: A fase 7 começou em 17 de abril de 2020, foi quando passaram a funcionar as imobiliárias, as agências para compra e venda de veículo automotor, as lavanderias, as lojas de venda e manutenção de produtos de informática e telefonia e as barbearias, os cabeleireiros, as manicures, as pedicures e as podologias, apenas com agendamento de horário.[46] Nessa fase já haviam 10 infectados e duas mortes confirmadas.[39]
- Fase 8: A fase 8 começou em 30 de abril de 2020 quando, em razão do distanciamento, as aulas escolares municipais passaram a ser gravadas e as atividades feitas em casa[47] para que os alunos não perdessem o ano letivo. Nessa fase já haviam 32 infectados e quatro mortes confirmadas.[39]
- Fase 9: A fase 9, iniciou em 6 de maio de 2020, passava a ser obrigatório o uso de máscaras para o uso dos meios de transporte público ou privado de passageiros, veículos oficiais e viaturas, e áreas comuns de prédios e condomínios, e no interior de bancos, lotéricas, hipermercados, supermercados, mercados, mercearias e hortifrutigranjeiros. Nessa fase já haviam 45 infectados e quatro mortes confirmadas.[39][48]

Com a intenção de deixar os munícipes informados, foram emitidos informativos nas redes sociais contendo informações como a quantidade de pessoas com coronavírus, a quantidade de óbitos no município pelo coronavírus, a quantidade de casos descartados, e a quantidade de casos em investigação. Houve uma insatisfação pois o último dado (a quantidade de casos em investigação) só crescia e demorava para ser confirmado ou descartado mas isso se deu ao fato de que em todo o Estado de São Paulo, somente o Instituto Adolfo Lutz estava autorizado a fazer o exame que identifica as amostras com coronavírus.
Em julho de 2019, em parceria com o Instituto Morgan, concluiu o projeto de adequações necessárias para a abertura de um Ambulatório Médico de Especialidades no prédio do Hospital "Anjo Gabriel", inaugurado na gestão municipal do doutor Márcio Pampuri. e, em 2 de maio de 2020, mais uma medida contra o novo coronavírus e a doença causada por ele, a COVID-19, foi tomada, quando a Secretária de Saúde declarou que o Hospital "Anjo Gabriel" seria o hospital de campanha contra a COVID-19.
Entre 23 de maio de 2020 a 4 de junho de 2020, o prefeito administrou novas medidas contra o COVID-19, publicando o Plano de Monitoramento e Flexibilização do Distanciamento Social que visava reduzir os riscos de contaminação e, ao mesmo tempo, possibilitar a movimentação econômica em diferentes setores, baseando-se em quantidade de leitos disponíveis e quantidade de pessoas enfermas pelo vírus. No entanto, em 4 de junho de 2020, quando o município planejava liberar mais estabelecimentos para o funcionamento mesmo com 142 infectados com o vírus e 16 mortes confirmadas por COVID-19, o Tribunal de Justiça do Estado de São Paulo abriu um processo determinando a adequação do município no Plano São Paulo, cancelando assim o Plano de Flexibilização do município e estipulando multas para o município caso a determinação não fosse cumprida.
Foi retratado que, tendo pedido 20 respiradores para o Governo do Estado de São Paulo, até 5 de junho de 2020 a prefeitura não havia recebido nenhum.

### CEI do Semáforo
No final de janeiro de 2019, o prefeito instalou, por meio da Secretaria de Segurança Pública, Transporte e Mobilidade Urbana, os semáforos entre a Tabelião Passarela e a rua Antônio de Oliveira que foram testados no último dia do mês e reprovados pelos moradores. A instalação dos mesmos trouxe complicações ás principais vias do município, a saber; Tabelião Passarela, a XV de novembro e a Coronel Fagundes. Por essa razão, foi aberta a Comissão Especial de Inquérito sobre o mau uso do dinheiro público ao instalar indevidamente esses semáforos, o relatório da comissão, que foi encerrado em 20 de julho de 2020 e lido em sessão na Câmara municipal em 28 de julho, apontando os crimes de improbidade administrativa e abuso de poder e foi enviado ao Ministério Público, ao Gaeco (Grupo de Atuação Especial de Combate ao Crime Organizado) e também ao Tribunal de Contas do Estado (TCE-SP).
Segundo o relatório, o responsável pela instalação dos semáforos, que custaram aos cofres públicos municipais mais de R$ 500 mil reais, não era gestor, nem coordenador, não conhecia nenhum projeto nem reúne condições técnicas para questões ligadas aos semáforos. É funcionário da Secretaria da Saúde e funcionário efetivo da Prefeitura na função de ‘pintor de sinalização’. Mesmo assim assinou documentos como se fosse gestor. Questionado a respeito, o prefeito respondeu categoricamente que toda essa responsabilidade de funcionalidade do farol é do secretário (de mobilidade urbana).

### Inauguração SDETUR
Em 7 de agosto de 2020, foi inaugurado a nova sede da SDETUR (Secretaria de Desenvolvimento Econômico e Turismo) do município, que por conta da pandemia do coronavírus foi feita on-line sem a presença de público.

### Licitação da empresa de ônibus
Desde 1965, ano em que o prefeito era Florêncio Pereira, a empresa de ônibus do município é a Empresa de Transportes de Mairiporã, ano em que foi fundada e em que iniciou os trabalhos com uma frota de dez ônibus em precárias condições, tendo uma tímida presença no mercado até 1986, quando passou às mãos de João Evangelista Germano. Desde então, João dedicou a sua vida a empresa fazendo-a prosperar e chegar a frota de 75 ônibus quando faleceu em 1999. Os sucessores naturais, seus filhos João Batista e Lúcia Aparecida, assumiram a empresa imediatamente, tendo sempre como meta a evolução da ETM e a melhoria da sua frota, e mantendo-a aberta até os dias atuais, em que parte das suas frotas são ônibus cedidos pela Empresa Metropolitana de Transportes Urbanos de São Paulo (EMTU-SP).
Mas o último contrato tinha validade de dez anos, e foi assinado com essa empresa em 2010, num mandato do prefeito Aiacyda, e venceu em 24 de agosto de 2020. Por essa razão, foi feita uma pesquisa de satisfação no município onde a Empresa de Transportes de Mairiporã não obteve um índice de satisfação suficiente para que fosse considerado renovação de contrato com o município. Logo, o prefeito abriu processo de licitação, mas teve o processo suspenso por decisão judicial emitido pela juíza Dra. Daniela Aoki de Andrade Maria. Dentre as exigências para a nova empresa que assumisse o transporte público do município estavam: possuir uma frota formada por 44 veículos (30 micros, 11 ônibus convencionais e 3 vans) com idade menor ou igual a 5 anos de uso, e que todos estejam dotados de tomadas USB, câmeras internas, bilhetagem eletrônica e sistema de monitoramento com aplicativo para usuários, além de 70% da frota com ar-condicionado - exigências incomuns segundo especialistas em transportes públicos.
Em uma contratação emergencial, o prefeito do município firmou um contrato de R$8,84 milhões com a empresa Eduardo Medeiros Transportes Ltda., contrato este que se inicia em 25 de agosto de 2020 e tem previsão para durar até 21 de fevereiro de 2021, durando assim 180 dias de contratação. A empresa Eduardo Medeiros, segundo o site da EMTU-SP, possui uma frota composta por 12 ônibus e trabalha no sistema de fretamento.

### CEI da Saúde
Em 21 de agosto de 2020, foi instalada uma nova Comissão Especial de Inquérito, com base no requerimento do vereador presidente da Câmara, Ricardo Barbosa, com a função de investigar a Saúde e o Hospital e Maternidade Mairiporã, pois segundo o pedido teve origem no repasse de recurso federal de R$ 150 mil conseguido pelo autor da denúncia, que seria feito à entidade para a aquisição de um aparelho de ultrassonografia. A inexistência de uma CND (Certidão Negativa de Débitos) impediu que o montante fosse repassado. Além disso, as contas do Hospital de 2019 foram rejeitadas pela Comissão de Saúde e que embora os recursos da Prefeitura continuem sendo depositados, o que não deveria ocorrer sem a CND, a direção da instituição não tem recolhido as obrigações trabalhistas dos funcionários. Por essa razão, o vereador solicitou que sejam investigados o prefeito e a secretário da Saúde.

### Ação do Ministério Público
Em outubro de 2020, após uma denúncia feita pelo então vereador Wilson Sorriso, as promotoras Michelle Bregnoli de Salvo e Marcela Figueiredo Becharam Ferro, representantes do Ministério Público do Estado de São Paulo, ingressaram com uma ação contra o Aiacyda por ter alugado um imóvel rural localizado no bairro do Mato Dentro, conhecido por Sítio Fazendinha, para abrigar uma escola municipal. Ocorre que decorrido todo o tempo do contrato acertado com a proprietária, Denice Gheirart dos Santos (Belo Horizonte - MG, 12 de maio de 1969), a escola nunca foi instalada, mas o prefeito autorizou o pagamento de todos os alugueis, somando um total de R$48,02 mil, no entanto o imóvel foi utilizado para diversas atividades, inclusive festas que contaram com a presença do prefeito, porém nunca para ser uma escola.
Dispensando licitação, por fim o prefeito ainda premiou a dona do imóvel, com um emprego comissionado na Prefeitura.
Diante do problema encontrado, o ministério público pediu que fosse declarado nulo o contrato, que se reconheça o ato de improbidade administrativa praticado por Aiacyda e também Essio Minozzi (secretário de Educação à época), condenar ambos e também a proprietária do imóvel à devolução do total pago, R$ 48.020,00 cada, com atualização monetária. Também pede a perda da função pública e suspensão dos direitos políticos, de 5 (cinco) a 8 (oito) anos de Aiacyda.

## Eleições 2020
Nas eleições 2020, que ocorreram em outubro de 2020, Aiacyda lançou-se candidato pela coligação PSD/Republicanos/PSB, tendo como candidato a vice-prefeito o Manoel Ricardo Ruiz (Chinão).
Como propostas, ele utilizou algumas propostas já vencidas, de anos anteriores.

## Diagnóstico de COVID-19 e morte
Em 28 de novembro de 2020, Aiacyda foi diagnosticado com a  COVID-19, com uma pequena infecção pulmonar quando informou que se manteria isolado e tratando-se em sua residência. No dia 1 de dezembro, foi internado no hospital de campanha Anjo Gabriel, localizado no município de Mairiporã.
Em 12 de dezembro, após o agravamento do quadro de infecção pulmonar ele foi internado na UTI do AMHA, em Atibaia.
Em 24 de dezembro, Aiacyda teve uma parada cardiorrespiratória, mas foi reanimado após 15 minutos de trabalho de toda a equipe de plantão da UTI do AMHA.
Aiacyda faleceu na manhã do dia 28 de dezembro de 2020, vítima de complicações ocasionadas pela COVID-19. Segundo declaração de óbito, foram os motivos do falecimento:Choque Séptico, Síndrome Repiratória Aguda Grave, COVID-19 e Diabetes Mellitus. Ele foi sepultado em 4 de janeiro de 2021.

## Ligação externa
- «Imprensa Oficial | Prefeitura Municipal de Mairiporã»